# 多久市立東原庠舎西渓校
多久市立東原庠舎西渓校（たくしりつ とうげんしょうしゃせいけいこう）は、佐賀県多久市多久町にある公立の小中一貫義務教育学校。

## 概要
歴史
2013年（平成25年）の多久市内の小中学校再編により、市西部に位置する小学校2校（西部・中部）を統合した上で「多久市立西渓小学校」とし、「多久市立西渓中学校」との小中一貫校となる。その後、校種変更により、2017年（平成29年）に義務教育学校「東原庠舎西渓校」として改めて開校した。
校訓
「進取・敬愛・錬成」
校章
中央に「西」の文字を置いている。
特色
『4・3・2制』を採る。
校名の由来
「東原庠舎」の呼称は、佐賀藩多久邑領主多久茂文が元禄12年（1699年）現在の多久町東の原に設置した郷学（教育機関）に由来する。多久市立の小中学校はすべて義務教育学校となっており、校名がすべて「多久市立東原庠舎」で始まっている（中央校・東部校・西渓校）。
学区
多久町、西多久町の全域。学区が広範囲のためスクールバスを運行しており、通学距離が1 - 6年生は2km、7 - 9年生は6km以上が対象。

## 歴史
旧・中部小学校、中部中学校
- 1874年（明治7年）5月 - 「知新小学校」が創立。間もなく「多久小学校」に改称。
- 1876年（明治9年）4月 - 寄宿舎が完成。
- 1884年（明治17年）- 「高等多久小学校」に改称。
- 1885年（明治18年）12月 - 「上等多久小学校」に改称。
- 1886年（明治19年）10月 - 小学校令施行により、尋常科（4年制）を設置の上、「尋常多久小学校」に改称。「高等多久小学校」を併置。
- 1889年（明治22年）4月1日 - 町村制施行により、多久村が発足。
- 1891年（明治24年）4月 - 「多久尋常高等小学校」に改称。中多久分教場を設置。
- 1892年（明治25年）- 高等科を廃止し、「多久尋常小学校」に改称。中多久分教場を廃止。
- 1894年（明治27年）2月 - 多久村西多久村組合立多久高等小学校が設立される。
- 1895年（明治28年）6月 - 幼稚科が設置される。
- 1904年（明治37年）4月 - 多久村西多久村組合立多久高等小学校が廃止されたため、高等科を併置の上、「多久尋常高等小学校」に改称。
- 1941年（昭和16年）4月1日 - 国民学校令の施行により、「多久村国民学校」に改称。尋常科を初等科に改める。
- 1947年（昭和22年）4月1日 - 学制改革が行われる。
  - 多久村国民学校の初等科が新制小学校に改組され、「多久村立多久小学校」に改称。
  - 多久村国民学校の高等科が青年学校普通科とともに、新制中学校「多久村立多久中学校」に改組される。当初小学校に併置される。
- 1954年（昭和29年）5月1日 - 町村合併により多久市が発足。これにより、「多久市立中部小学校」・「多久市立中部中学校」に改称。
- 1966年（昭和41年）4月1日 - 統合により、多久市立中部中学校が閉校。19年の歴史に幕を閉じる。
- 2013年（平成25年）3月31日 - 統合により、多久市立中部小学校が閉校。139年の歴史に幕を閉じる。

旧・西部小学校、西部中学校

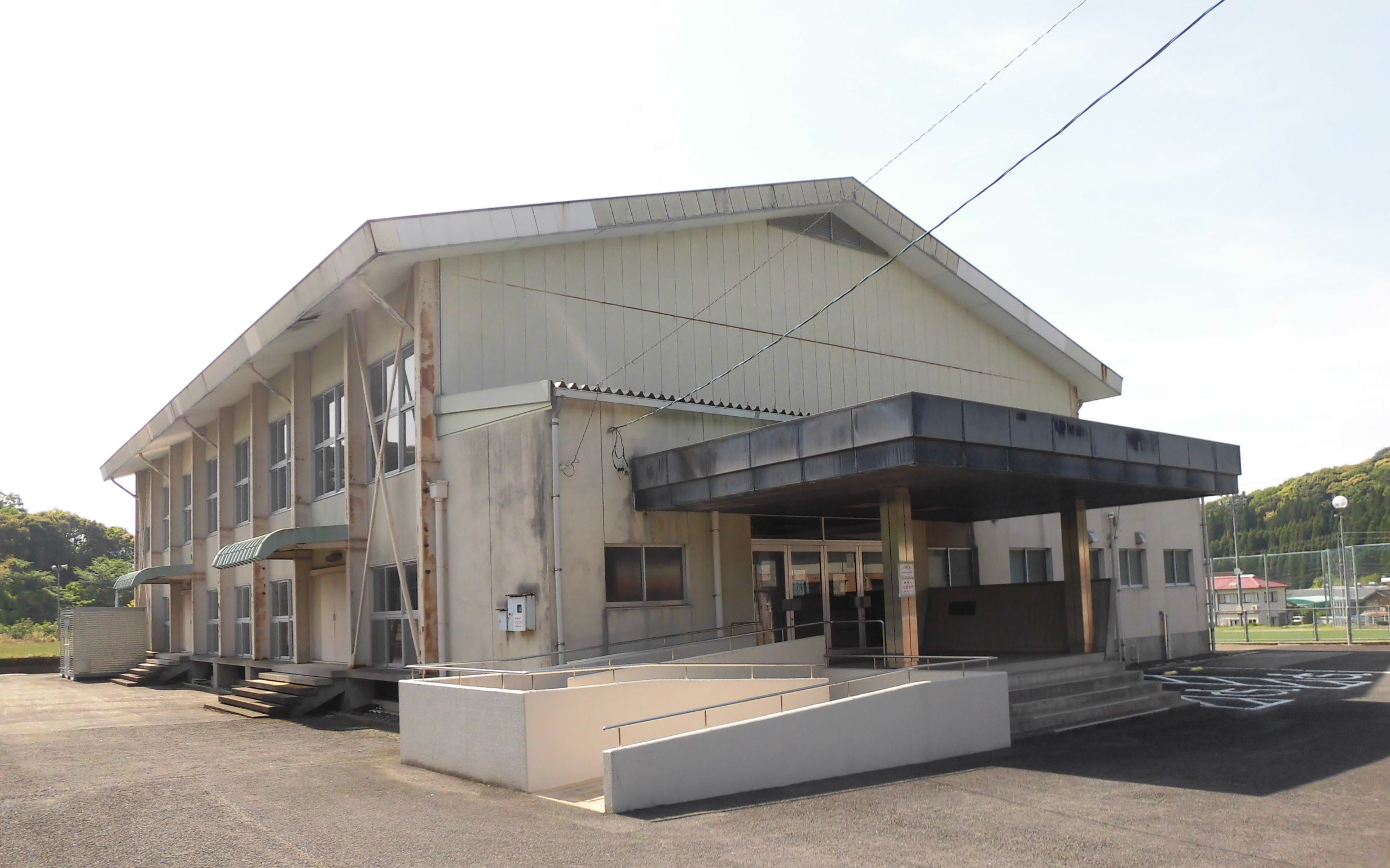
旧・多久市立西部小学校

- 1874年（明治7年）12月 - 「八龍小学校」が創立。
- 1884年（明治17年）- 「公立中等板屋小学校」に改称。
- 1887年（明治20年） - 小学校令施行により、尋常科（4年制）を設置の上、「尋常盈成小学校」に改称。「高等盈成小学校」を併置。
- 1889年（明治22年）4月1日 - 町村制施行により、西多久村が発足。
- 1894年（明治27年）2月 - 多久村西多久村組合立多久高等小学校が設立されたため、高等科を廃止の上、「盈成尋常小学校」に改称。
- 1901年（明治34年）- 「西多久尋常小学校」に改称。
- 1904年（明治37年）4月 - 多久村西多久村組合立多久高等小学校が廃止されたため、高等科を併置の上、「西多久尋常高等小学校」に改称。
- 1941年（昭和16年）4月1日 - 国民学校令の施行により、「西多久村国民学校」に改称。尋常科を初等科に改める。
- 1947年（昭和22年）4月1日 - 学制改革が行われる。
  - 西多久村国民学校の初等科が新制小学校に改組され、「西多久村立西多久小学校」に改称。
  - 西多久村国民学校の高等科が青年学校普通科とともに、新制中学校「西多久村立西多久中学校」に改組される。当初小学校に併置される。
- 1954年（昭和29年）5月1日 - 町村合併により多久市が発足。これにより、「多久市立西部小学校」・「多久市立西部中学校」に改称。
- 1966年（昭和41年）4月1日 - 統合により、多久市立西部中学校が閉校。19年の歴史に幕を閉じる。
- 2013年（平成25年）3月31日 - 統合により、多久市立西部小学校が閉校。139年の歴史に幕を閉じる。
  - 最終所在地（西部小学校） - 〒846-0041 佐賀県多久市西多久町大字板屋7782番地2（北緯33度15分47.3秒 東経130度03分30.2秒 / 北緯33.263139度 東経130.058389度）
  - 跡地の活用 - 西多久多目的運動広場

西渓中学校
- 1966年（昭和41年）4月1日 - 多久市立中部中学校と多久市立西部中学校が統合の上、「多久市立西渓中学校」が開校。

小中一貫校（西渓小学校・西渓中学校）
- 2013年（平成25年）4月1日 - 多久市内の7小学校を再編。そのうちの2校（中部・西部）を統合し「多久市立西渓小学校」開校。多久市立西渓中学校との小中一貫校[1]。小中併せた通称として「東原庠舎西渓校」の名も用いた。

義務教育学校
- 2017年（平成29年）4月1日 - 校種変更により、義務教育学校「多久市立東原庠舎西渓校」（現校名）開校[1]。

## 交通アクセス
最寄りの鉄道駅
- JR九州 唐津線 「中多久駅」

最寄りのバス停留所
- 武雄・多久線「本多久」停留所

最寄りの幹線道路
- 佐賀県道24号武雄多久線・佐賀県道25号多久若木線 「市立病院前」交差点

## 周辺
- 多久公民館
- 多久市立病院
- 佐賀広域消防局 多久消防署 多久南西出張所
- 小城警察署 多久警察官駐在所

## 参考資料
- 「小城郡史」（小城郡教育会, 1934年（昭和9年）出版）
- 「多久の歴史」（多久市, 1964年（昭和39年）出版）